# باتريك هودجكينسون
باتريك هودجكينسون (بالإنجليزية: Patrick Hodgkinson)‏ هو مهندس معماري بريطاني، ولد في 8 مارس 1930، وتوفي في 21 فبراير 2016.